# Musée national de Gimhae
Le musée national de Gimhae est situé à Gimhae, dans la province de Gyeongnam en Corée du Sud. Il a pour mission de recueillir et de présenter le patrimoine culturel de la confédération de Gaya qui s'est développée dans cette région du sud de la péninsule jusqu'en 567.

## Description
La construction du musée a été lancée en 1992 et il a été inauguré le 28 juillet 1998. C'est une œuvre de l'architecte Jang Se-yang (장세양, 1947-1996). De forme circulaire, il se trouve au pied du Gujibong, une montagne réputée être le lieu de fondation du royaume de Gaya. Les matériaux utilisés pour le bâtiment, notamment la brique noire, sont chargés de rappeler une des principales caractéristiques de Gaya, son travail du fer et du charbon. Il s'étend sur 53 266 m² et présente les collections sur quatre étages. Un centre d'apprentissage a été construit en annexe en 2006.
Outre les biens culturels de Gaya qui sont relativement rares par rapport aux traces laissées par les autres anciens royaumes coréens, le musée expose dans deux galeries des vestiges datant de la préhistoire dans cette province, notamment aux époques du Néolithique, de l'âge de bronze et de la confédération de Byeonhan. À l'extérieur, des tombes de l'âge de bronze (dolmens) et de l'époque de Gaya (tombes de pierres alignées) ont été transférées à cet endroit depuis leur site d'origine.
En 2016, le musée a accueilli 352 808 visiteurs et ses collections regroupaient 104 071 objets, dont 20 599 en métal, 10 423 en céramique et 9098 en verre.

Objets exposés
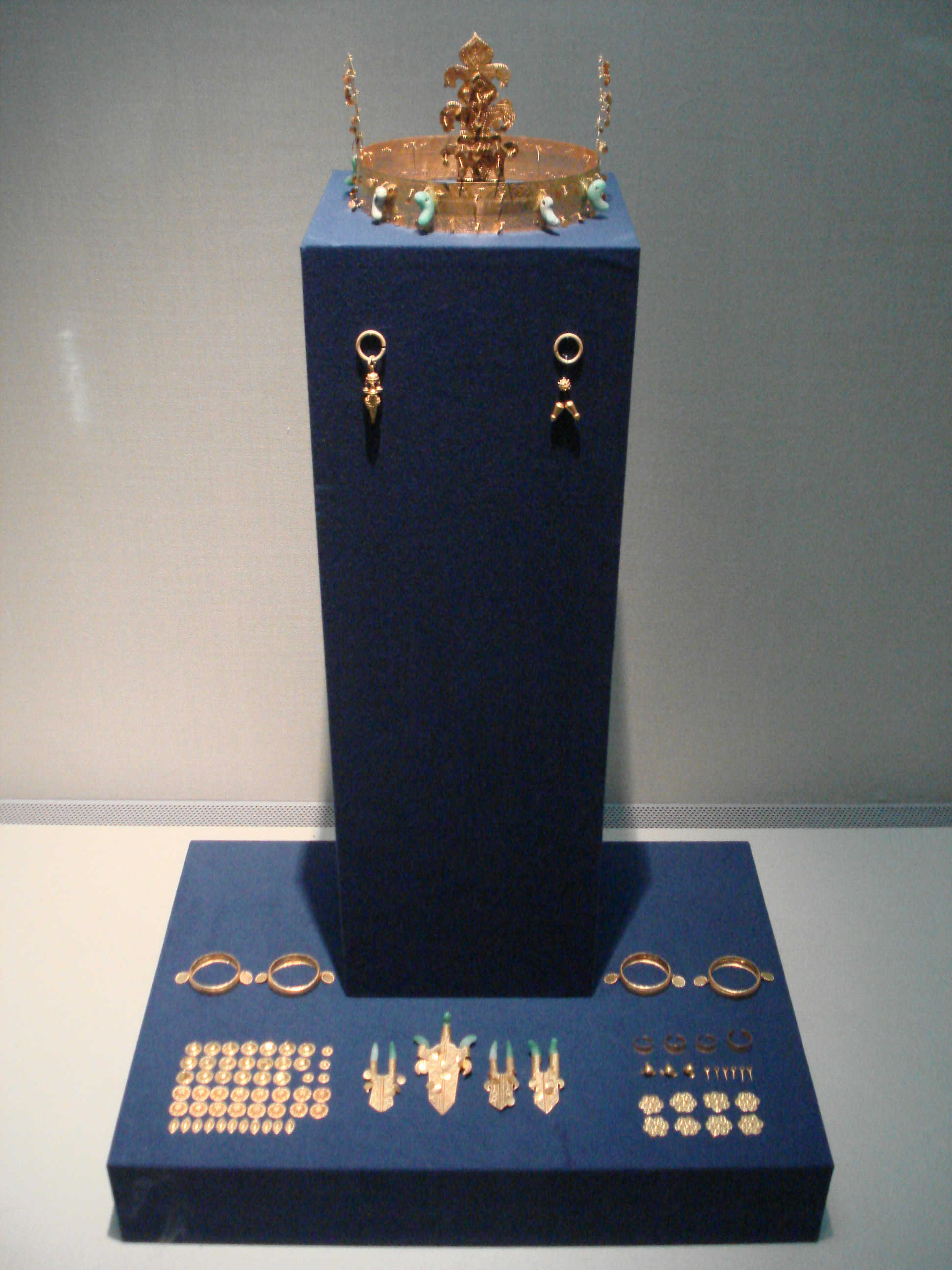
Réplique de la couronne de Gaya (en)
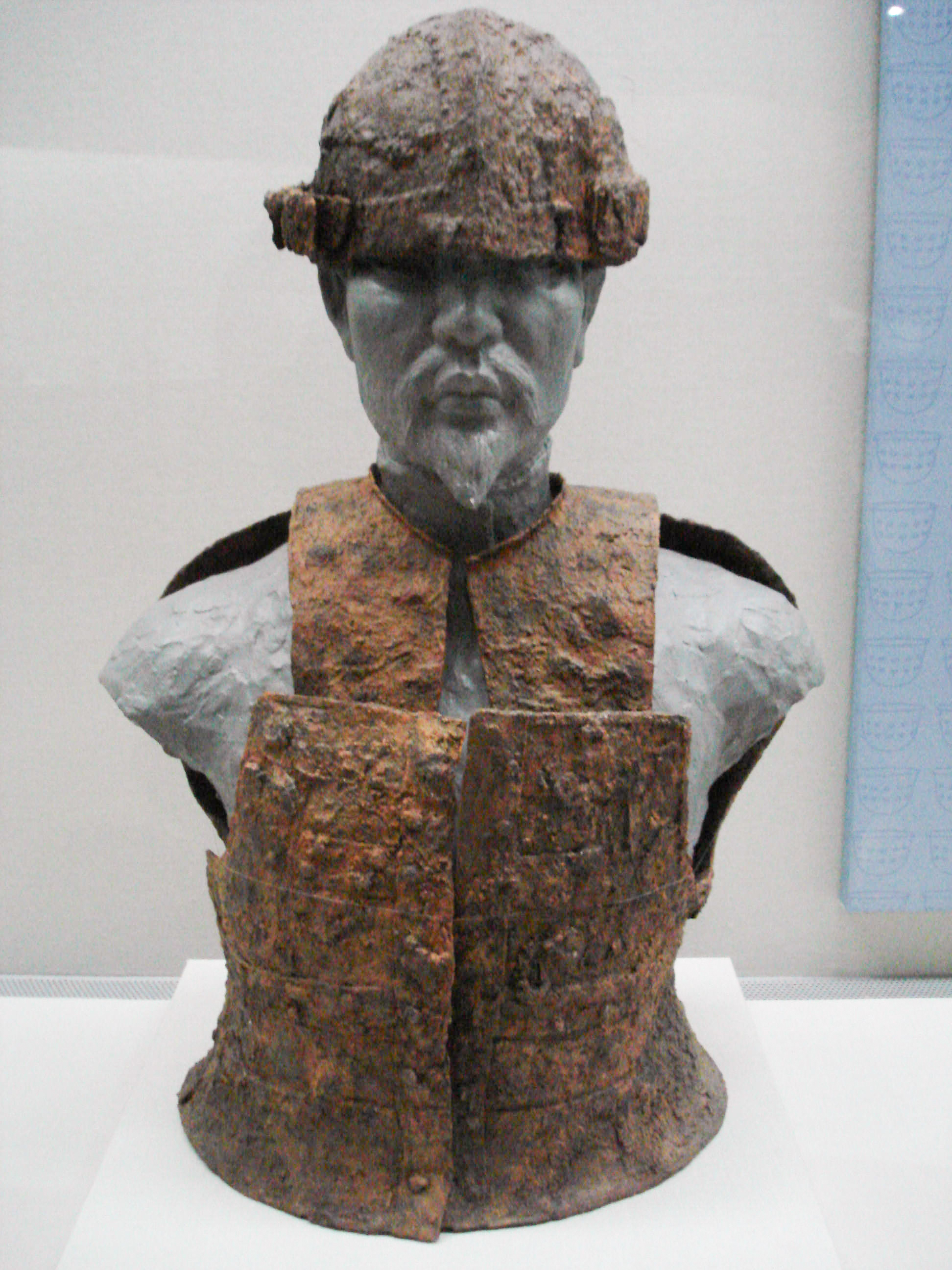
Armure et casque du Ve siècle
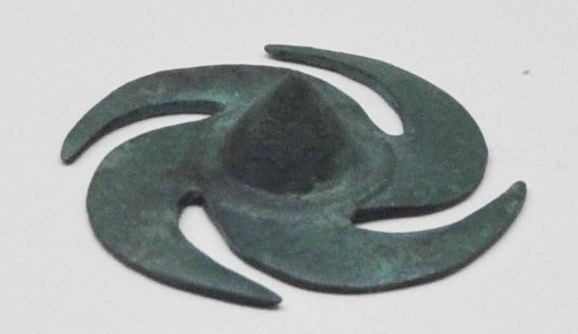
Ornement de bouclier en forme de moulinet.
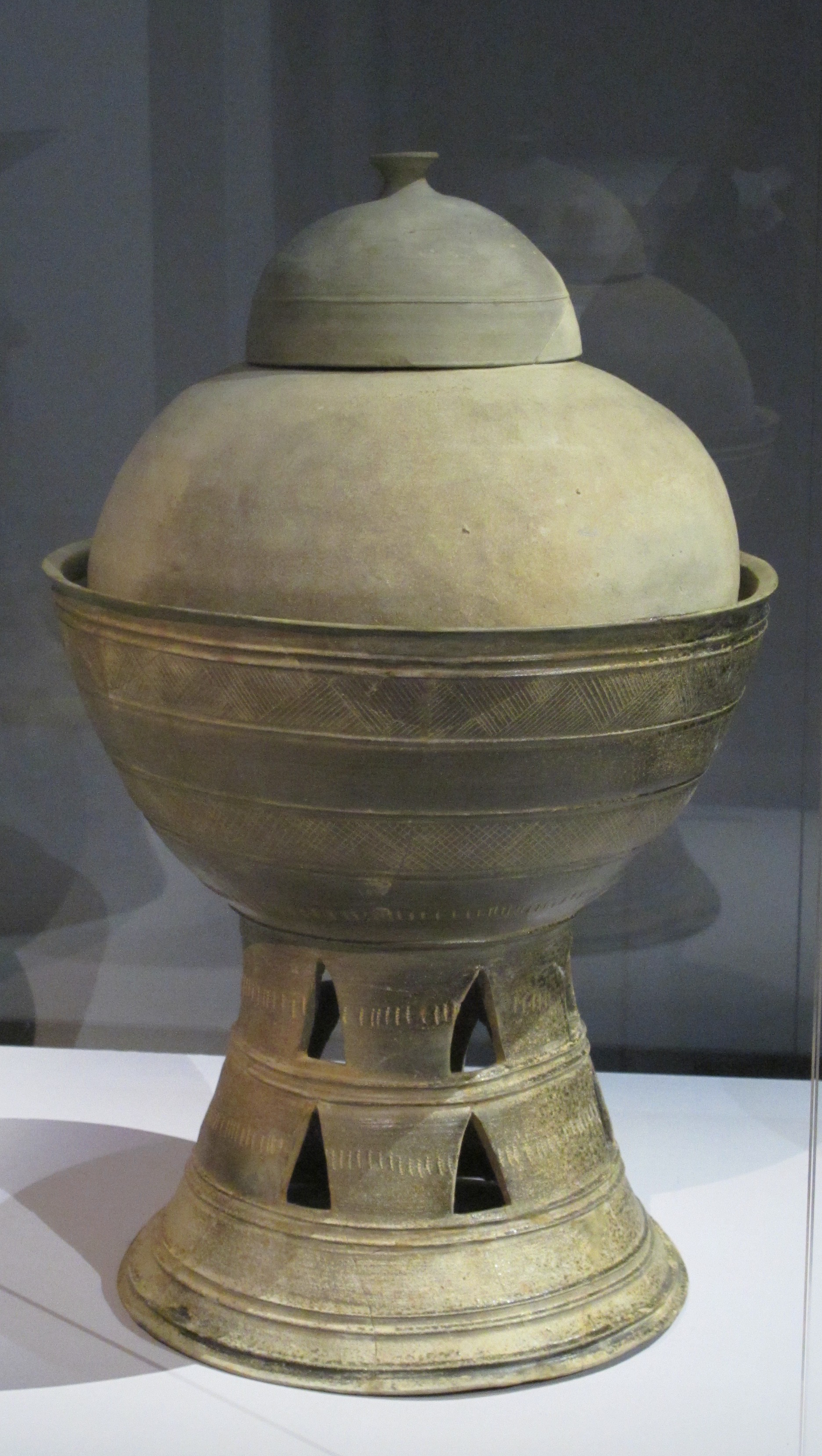
Jarre (H. 36,6) et son piédestal (H 44,7). Grès.
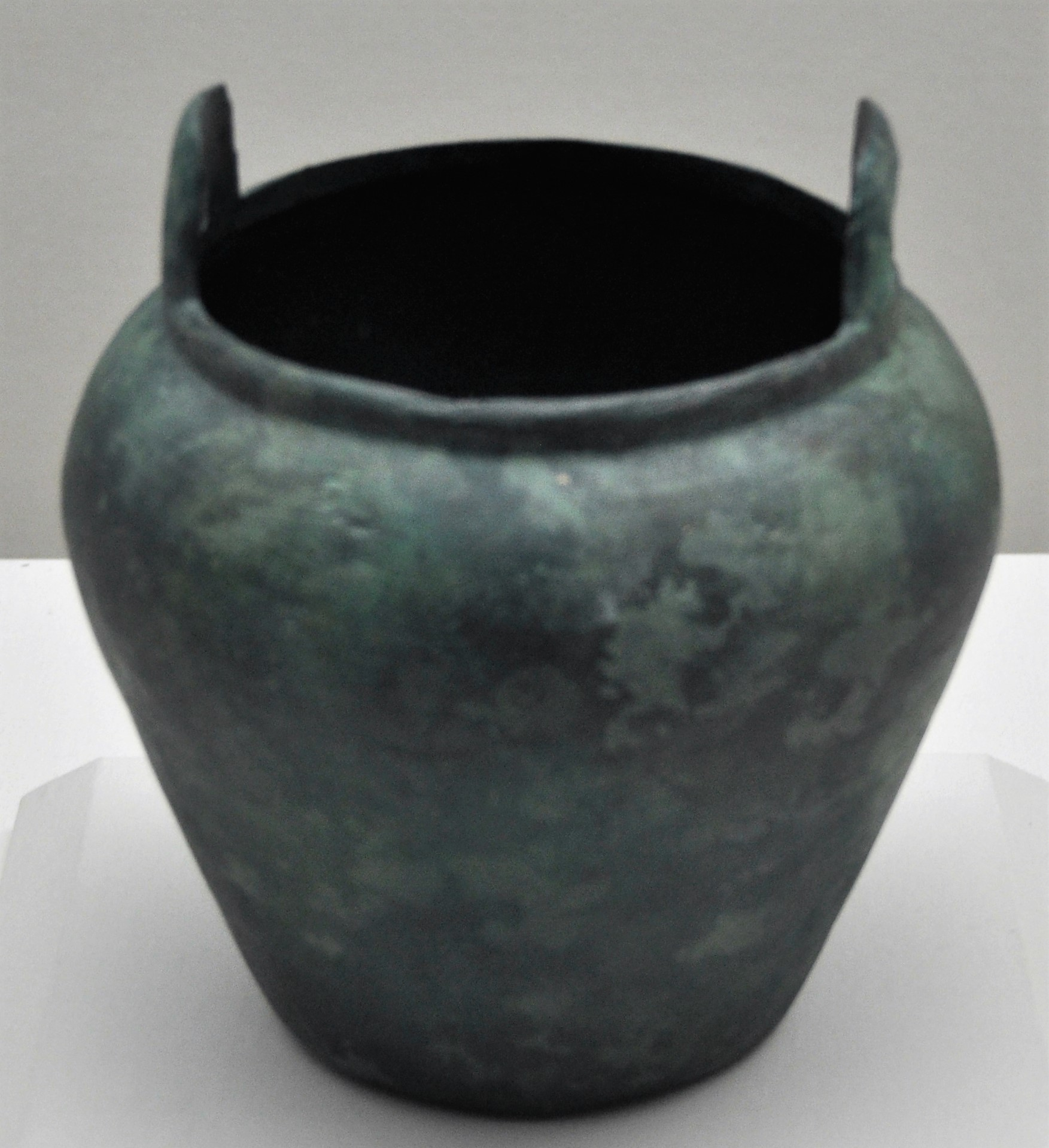
Pot en bronze trouvé dans la tombe 47 de Daeseong-dong